# Републикански път III-1906
Републикански път IIІ-1906 е третокласен път, част от Републиканската пътна мрежа на България, преминавщ изцяло по територията на Благоевградска област. Дължината му е 50,2 km.
Пътят се отклонява надясно при 94,6 km на Републикански път II-19 в южната част на село Копривлен, преодолява нисък вододел и слиза в долината на река Мътница (десен приток на Места). След това до разклона за село Нова Ловча пътят следва левия бряг на реката, която в този си участък е граница между планините Пирин и Стъргач. От там продължава на запад, преминава през село Парил, където асфалтовото покритие свършва. Между селата Парил и Голешево пътят следва естествената граница между Пирин на север и планината Славянка (Алиботуш) на юг, като преодолява Парилската седловина (1170 м) и навлиза във водосборния басейн на река Струма. В този си участък на протежение от близо 12 km пътят не изграден и представлява горски (полски) път. След село Голешово се насочва на юг, преодолява поредна седловина в планината Славянка и при село Петрово слиза в долината на Петровска река (ляв приток на Пиринска Бистрица). Минава през село Яново и достига до село Катунци, където се свързва с Републикански път III-198 при неговия 46,4 km.
| Пътища, отклоняващи се надясно (населено място, № на пътя, посока на пътя) | km   | Пътища, отклоняващи се наляво (посока на пътя, № на пътя, населено място) |
| -------------------------------------------------------------------------- | ---- | ------------------------------------------------------------------------- |
| Община Хаджидимово, II-19, 94,6 km, с. Копривлен →                         | 0,0  | → с. Копривлен, 94,6 km, II-19, Община Хаджидимово                        |
|                                                                            | 4,5  | → общински път (за с. Илинден)                                            |
| (за с. Лъки) общински път ←                                                | 9,2  |                                                                           |
| (за с. Гайтаниново) общински път ←                                         | 11,8 |                                                                           |
|                                                                            | 15,2 | → общински път (за с. Нова Ловча)                                         |
| с. Парил                                                                   | 19   | с. Парил                                                                  |
| Община Сандански, Парилска седловина                                       | 23,6 | Парилска седловина, Община Сандански                                      |
| с. Голешово                                                                | 30,6 | с. Голешово                                                               |
| с. Петрово                                                                 | 43   | → с. Петрово, общински път (за с. Лехово)                                 |
| с. Яново                                                                   | 45,4 | с. Яново                                                                  |
| (от гр. Гоце Делчев) III-198, 46,4 km, с. Катунци →                        | 50,2 | → с. Катунци, 46,4 km, III-198 (до ГКПП Златарево)                        |